# Liste der Wappen im Landkreis Neuwied
Diese Liste beinhaltet – geordnet nach der Verwaltungsgliederung – alle in der Wikipedia gelisteten Wappen des Landkreises Neuwied in Rheinland-Pfalz. In dieser Liste werden die Wappen mit dem Gemeindelink angezeigt.

## Landkreis Neuwied

Landkreis Neuwied [1]
Lage in Rheinland-Pfalz
Lage in Deutschland

### Verbandsfreie Gemeinden/Städte

#### Stadt Neuwied

Neuwied, große kreisangehörige Stadt [2]

#### Stadtteile

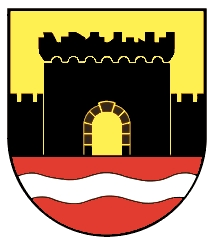
Altwied
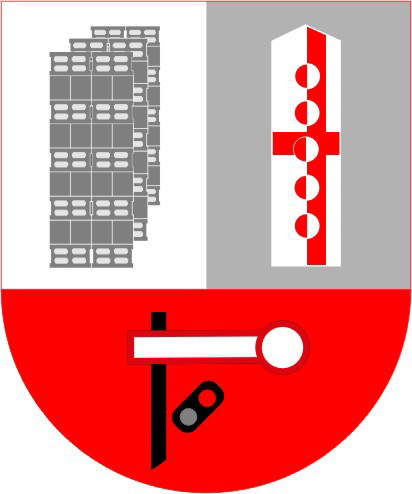
Block
Engers
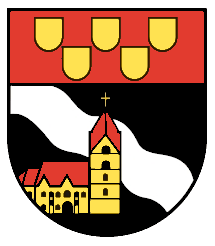
Feldkirchen
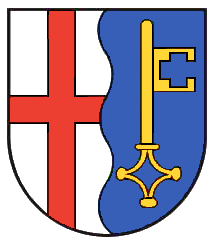
Gladbach
Heimbach-Weis
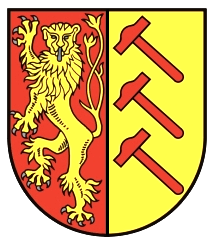
Irlich
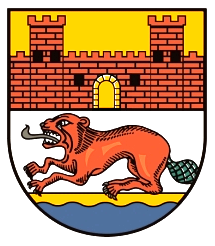
Niederbieber-Segendorf
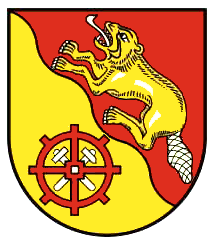
Oberbieber
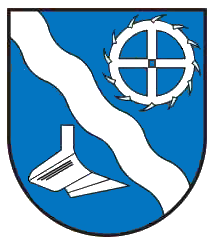
Rodenbach
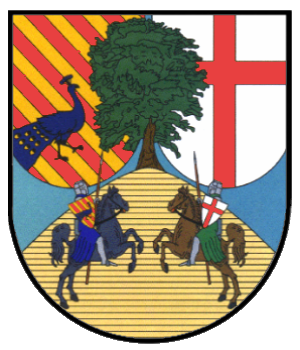
Torney

### Verbandsgemeinde Asbach

Verbandsgemeinde Asbach [3]

Asbach
Buchholz (Westerwald)
Neustadt (Wied) [4]
Windhagen

### Verbandsgemeinde Bad Hönningen

Verbandsgemeinde Bad Hönningen [5]

Bad Hönningen, Stadt [6]
Hammerstein [7]
Leutesdorf [8]
Rheinbrohl [9]

### Verbandsgemeinde Dierdorf

Verbandsgemeinde Dierdorf [10]

Dierdorf, Stadt [11]
Großmaischeid
Isenburg [12]
Kleinmaischeid [13]
Marienhausen
Stebach [14]

### Verbandsgemeinde Linz am Rhein

Verbandsgemeinde Linz am Rhein

Dattenberg [15]
Kasbach-Ohlenberg [16]
Leubsdorf [17]
Linz am Rhein, Stadt [18]
Ockenfels
Sankt Katharinen (Landkreis Neuwied) [19]
Vettelschoß

### Verbandsgemeinde Puderbach

Verbandsgemeinde Puderbach [20]

Dernbach [21]
Döttesfeld [22]
Dürrholz [23]
Hanroth [24]
Harschbach [25]
Linkenbach [26]
Niederhofen [27]
Niederwambach
Oberdreis
Puderbach [28]
Ratzert
Raubach [29]
Rodenbach bei Puderbach
Steimel [30]
Urbach [31]
Woldert [32]

### Verbandsgemeinde Rengsdorf-Waldbreitbach

Verbandsgemeinde Rengsdorf-Waldbreitbach

Anhausen [33]
Bonefeld [34]
Breitscheid[35]
Datzeroth [36]
Ehlscheid [37]
Hardert [38]
Hausen (Wied)
Hümmerich
Kurtscheid [39]
Meinborn
Melsbach [40]
Oberhonnefeld-Gierend [41]
Niederbreitbach [42]
Oberraden [43]
Rengsdorf
Roßbach
Rüscheid
Straßenhaus [44]
Thalhausen
Waldbreitbach[45]

### Verbandsgemeinde Unkel

Verbandsgemeinde Unkel [46]

Bruchhausen [47]
Erpel [48]
Rheinbreitbach [49]
Unkel, Stadt [50]

### Ehemalige Verbandsgemeinden

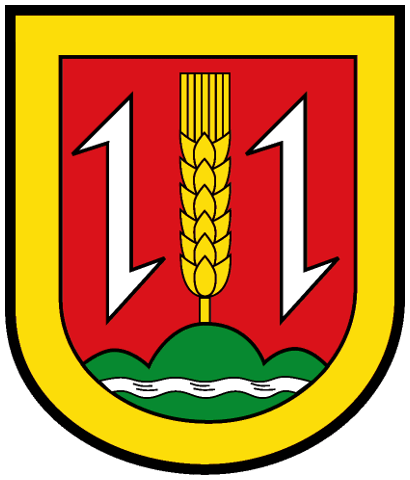
Verbandsgemeinde Rengsdorf
Verbandsgemeinde Waldbreitbach [51]

## Blasonierungen
1. ↑  Landkreis Neuwied: „In Silber eine eingeschweifte goldene Spitze, darin ein rechtshin schreitender blauer Pfau mit gesenktem Schweif; oben vorn ein durchgehendes schwarzes, hinten ein durchgehendes rotes Kreuz.“
2. ↑  Neuwied: „Unter erniedrigtem, von Gold und Silber gespaltenem Wellenschildhaupt – darin vorn eine durchgehende, fünfzinnige schwarze Mauer mit offenem Tor, überhöht von einem dreizinnigen schwarzen Turm mit zwei offenen Fenstern, hinten ein durchgehendes rotes Balkenkreuz – in Gold vier rote Schrägbalken, belegt mit einem linkshin schreitenden blauen Pfau mit geschlossenem Schweif.“
3. ↑  Verbandsgemeinde Asbach: „Geviert; Feld 1: in Silber ein durchgehendes schwarzes Balkenkreuz; Feld 2: in Silber mit blauem Bord ein roter Balken; Feld 3: in Rot drei 2:1 gestellte, goldgekrönte, silberne Adlerköpfe; Fel 4: in Silber ein durchgehendes rotes Balkenkreuz.“
4. ↑  Neustadt (Wied): „Von Silber und Rot geteilt; oben zwei gekreuzte rote Lilienstäbe; unten drei, 2:1 gestellte, goldgekrönte silberne  Adlerköpfe.“
5. ↑  Verbandsgemeinde Bad Hönningen: „Innerhalb eines von Schwarz, Rot und Gold dreifach geständerten Bordes gespalten und vorn geteilt; vorn oben in Silber zwei rote Balken, unten in Rot drei 2:1 schräggstellte silberne Hämmer; hinten in Silber ein durchgehendes rotes Balkenkreuz.“
6. ↑  Bad Hönningen: „In Silber zwei rote Balken, bedeckt von einer geschwungenen und berankten grünen Weinrebe mit zwei grünen Blättern und zwei blauen Trauben.“
7. ↑  Hammerstein: „In Rot drei schräggestellte, 2:1 angeordnete silberne Hämmer.“
8. ↑  Leutesdorf: „In Gold auf gewölbtem grünem Boden der silbern nimbierte hl. Laurentius mit blauem Ober- und Untergewand, mit der Rechten einen aufrecht stehenden schwarzen Rost, in der Linken ein rotes Buch haltend.“
9. ↑  Rheinbrohl: „Gespalten von Silber und Blau; vorn ein durchgehendes rotes Balkenkreuz, hinten drei, zwei zu eins gestellte silberne Pilgermuscheln.“
10. ↑  Verbandsgemeinde Dierdorf: „Grün bordiert und gespalten; vorn in Silber zwei rote Pfähle mit blauem Obereck; hinten in Silber zwei schwarze Balken.“
11. ↑  Dierdorf: „In Gold ein schwarzes Gemerk in Form zweier nach oben sich verjüngender, an den Ecken abgeschrägter und von einem durchbrochenen Dreieck giebelförmig überhöhten Balken.“
12. ↑  Isenburg: „Gespalten von Schwarz und Silber; vorn ein silberner Turm, in der Mitte vierfach oben dreifach gezinnt, unten ein offenes, spitzbogiges Tor, im oberen, schmäleren Teil ein offenes, spitzbogiges Fenster; hinten zwei rote Balken.“
13. ↑  Kleinmaischeid: „Silber gespalten durch eine eingeschweifte rote Spitze, darin eine silberne Abtsstabkrümme, vorn ein grüner dreiblättriger Buchenzweig mit ungeöffnetem Fruchtbecher, hinten ein schwarzes facettiertes Hochkreuz.“
14. ↑  Stebach: „Von Rot über Silber durch einen schrägrechten silber-blauen Wellenbalken geteilt vorn eine schwarze Glocke, hinten einen Schlüssel mit Bart aufwärts, der von einem Abtsstab in Silber gekreuzt wird.“
15. ↑  Dattenberg: „Ein siebenmal von Silber und Schwarz geteilter Schild, mit einem rotbewehrten und gezungten doppelschwänzigen goldenen Löwen belegt.“
16. ↑  Kasbach-Ohlenberg: „Das Wappen ist geteilt und zeigt oben, gespalten durch einen Wellenpfahl, vorn ein schwarzes und hinten ein rotes Balkenkreuz; der Wellenpfahl wird am Fußende von je zwei Sechsecksäulen flankiert; die untere Hälfte des Wappenschildes zeigt in Rot vorn eine goldene Traube, hinten eine goldene Ähre.“
17. ↑  Leubsdorf: „In Silber ein durchgehendes schwarzes Balkenkreuz, in den oberen Winkeln die Buchstaben G und L.“
18. ↑  Linz am Rhein: „Unter silbernem Schildhaupt, darin ein durchgehendes schwarzes Balkenkreuz, in Rot ein aufrechter goldener Schlüssel mit rechtshin gewendetem Bart in Form eines Rechtecks aus mehrfach abgewinkelten Stegen und Vierpaßreite.“
19. ↑  Sankt Katharinen (Landkreis Neuwied): „Gespalten und vorn geteilt; vorn oben in Silber ein durchgehendes schwarzes Balkenkreuz, unten in Rot ein silberner Schlüssel mit gotischer Vierpaßreite und linkshin gewendetem Bart; hinten in Blau ein halbes, entlang der Spaltung zerbrochenes goldenes Richtrad mit acht Speichen des ganzen Rades, bedeckt von einemgestürzten silbernen Schwert mit von Silber und Rot zweireihig geschachtem Griff.“
20. ↑  Verbandsgemeinde Puderbach: „Rot bordiert; gespalten durch eine eingeschweifte silberne Spitze, darin eine grüne Linde mit schwarzem Stamm; vorn in Silber vier rote Schrägbalken, belegt mit einem nach links gewendeten blauen Pfau; hinten in Rot schrägrechts hintereinander drei silberne Rauten.“
21. ↑  Dernbach: „In Rot drei silberne, senkrecht gestellte Forsthaken (Wolfsangeln), über dem mittleren eine silberne Rose mit goldenem Butzen.“
22. ↑  Döttesfeld: „Durch eine eingeschweifte blaue Spitze, darin vier 1:2:1 gestellte silberne Kantenwürfel, gespalten; vorn von Silber und Rot achtmal schräggeteilt und von einem nach links gewandten blauen Pfau bedeckt; hinten in Silber eine grüne Linde mit bewurzeltem schwarzem Stamm.“
23. ↑  Dürrholz: „Unter silbernem Schildhaupt, darin ein grüner Forsthaken, in Rot drei fächerförmig gestellte zweizeilige Ahren.“
24. ↑  Hanroth: „Gespalten; vorn vier rote Schrägbalken in Silber, bedeckt von einem nach links gewandten blauen Pfau; hinten in Silber oben nebeneinander drei rote Rosen, darunter ein schräggestelltes und gestütztes rotes Schwert.“
25. ↑  Harschbach: „Durch einen silbernen Schräglinksbalken geteilt von Rot und Grün; oben eine dreizeilige silberne Ähre, unten ein silberner Forsthaken (Wolfangel).“
26. ↑  Linkenbach: „Durch einen silbernen Schrägbalken geteilt, oben in Grün eine silberne Wolfsangel und unten in Rot einen silbernen Schalenbrunnen mit geteiltem Wasserstrahl.“
27. ↑  Niederhofen: „In Gold über grünem Dreiberg ein sechsspeichiges rotes Mühlrad mit zwölf Schaufeln, beiderseits begleitet von je einer zweizeiligen grünen Ähre.“
28. ↑  Puderbach: „Gespalten durch eine eingebogene silberne Spitze, darin vier rote Schrägbalken, bedeckt von einem schreitenden blauen Pfau; vorn in Silber eine grüne Linde mit bewurzeltem schwarzen Stamm; hinten in Blau auf grünem Hügel eine silberne Burgruine.“
29. ↑  Raubach: „Unter silbernem Schildhaupt drei rote Rosen mit goldenen Butzen und im roten Feld ein silbernes Schwert mit goldenem Knauf.“
30. ↑  Steimel: „Durch eine eingeschweifte grüne Spitze gespaltener Schild, darin auf silbernem Steinhügel eine silberne Kapelle mit rotem Tor und rotem Turmdach; vorne in Gold vier rote Schrägbalken, belegt mit linkshinschreitendem blauen Pfau; hinten in Silber eine Rote Waage“
31. ↑  Urbach: „Im geteilten Schild oben auf blauem Grund ein silbernes Schwert, schräg gekreuzt mit einer silbernen Waage, unten im silbernen Feld ein grüner liegender Forsthaken (Wolfsangel).“
32. ↑  Woldert: „Rechts in Silber vier rote Scrägbalken, belegt von einem stehenden, nach links schauenden Pfau; links in Rot zwei silberne Ähren und unten, in eingeschweifter Spitze, in Silber ein rotes Mühlrad mit acht Speichen und acht Schaufeln.“
33. ↑  Anhausen: „In Gold und Silber gespalten durch eine eingebogene grüne Spitze, darin eine wohnturmartige silberne Burg mit Mittelwand und abfallenden, an der Außenkante durch je einen Strebepfeiler gestützten Seitenwänden, umlaufenden Zinnenkranz und unter dem Obergeschossumlaufenden Rundbogenfries, acht offenen Segmentbogenfenstern, davon die drei oberen gespalten, sowie  der Mittelwand vorgesetzten, halbhohen Torbau mit fünf Zinnen, offenem Rundbogentor und offenem Rundbogenfenster; vorn vier rote Schrägbalken; hinten zwei rote Balken.“
34. ↑  Bonefeld: „Von Gold und Blau gespalten durch eine eingebogene erniedrigte silberne Spitze, darin eine Vierergruppe aneinandergerückter schwarzer Basaltsäulen (1:2:1), vorne vier rote Schrägbalken belegt mit einem gelappten schwarzen Wendelring, hinten zwei silberne sich überlappende Eichenblätter mit zwei silbernen Eicheln.“
35. ↑  Breitscheid: „Gespalten durch eingeschweifte goldene Spitze, darin auf grünem Dreiberg wachsend vier unterschiedlich hohe schwarze Sechskantsäulen, vorn in Grün fünf silberne Ringe (2:1:2), hinten in Rot drei goldene zweizeilige Ähren“.
36. ↑  Datzeroth: „Unter silbernem mit blauem Wellenbalken belegten Schildhaupt grüner, mit silbernem Stab gespaltener Schild; vorne goldenes Eichenblatt mit zwei Eicheln, hinten goldene Sichel.“
37. ↑  Ehlscheid: „Der Wappenschild, gespalten durch eine eingebogene Spitze, darin über einem überdachten, goldenen Ziehbrunnen eine goldene Ähre, die rechts und links von je einem silbernen Eichenblatt begleitet ist; vorn in Gold vier rote Schrägbalken, hinten von Silber und Rot gerautet.“
38. ↑  Hardert: „Das in Rot gehaltene Wappen zeigt zwei schräggekreuzte, gestürzte Schwerter mit silbernen Klingen und goldenen Griffen, davon der linke in Form von drei Viertel eines Kleeblattkreuzes. An beiden Seiten befindet sich je ein goldenes Eichenblatt mit nach außen gewandter Eichel und unten eine goldene Kornähre mit zwei abgebogenen Blättern.“
39. ↑  Kurtscheid: „Gespalten durch eine eingebogene silberne Spitze, darin vier rote Schrägbalken, bedeckt von einem schreitenden blauen Pfau; vorn in Silber eine grüne Linde mit bewurzeltem schwarzen Stamm; hinten in Blau auf grünem Hügel eine silberne Burgruine.“
40. ↑  Melsbach: „Unter grünem Schildplatt, darin ein schrägliegender silbener Wellenbalken, in Silber auf grünem Dreiberg eine grüne Eiche.“
41. ↑  Oberhonnefeld-Gierend: „Gespalten durch eine eingebogene Spitze, darin eine schwarze Kirche in Vorderansicht, der Turm mit geöffnetem Rundbogentor, gespaltenem und geöffnetem Fenster im Glockengeschoss und spitzem, mit dem Wetterhan bestekten Zeltdach; vorn achtmal schräggeteilt von Gold und Rot, belegt von einem achtspeichigen schwarzen Zahnrad; hinten in Grün eine dreizeilige goldene Ähre, der Halm mit zwei umgebogenen Blättern.“
42. ↑  Niederbreitbach: „In Blau vor zwei linken silbernen Schrägfußwellenleisten eine goldene Burg, bestehend aus zwei verbundenen Rechtecken: das eine Rechteck langgestreckt als Sockelgeschoß mit einem Torbogen (der etwas aus der Mitte nach links verrückt ist) und rechts davon mit zwei geschlossenen Fensterläden in Form von je vier gleichschenkligen Dreiecken, alle mit der Spitze aneinanderstoßend, je eins der gegenüberliegenden Paare blau, das andere golden. Das zweite Rechteck hochkant über dem Torbogen mit einem gleichfalls hochkant dargestellten, rechteckigen, blauen Fenster oben rechts.“
43. ↑  Oberraden: „In Grün eine silberne Wellenleiste nach links, unten ein schwarzer Dreiberg, belegt mit silberner Pflugschar und daraus wachsend links ein kugelförmiger Baum, oben ein goldenes, achtspeichiges Rad.“
44. ↑  Straßenhaus: „Schräglinks geteilt von Grün und Gold; oben ein goldener  Eichenzweig mit zwei Blättern und einer Eichel; unten ein schwarzer, optisch-mechanische Telegraph mit sechs Flügeln auf einem niedrigen schwarzen Turm mit Geländerplattform und Anbau rechts, in beiden je ein offenes Fenster.“
45. ↑  Waldbreitbach: „Schild durch eingebogene blaue Spitze, darin aus dem Schildrand wachsend ein halbes silbernes Mühlrad, gespalten; vorn in Gold ein wachsender roter Kirchturm mit spitzem Turmhelm, hinten in Silber ein schwarzes Deutschordenskreuz.“
46. ↑  Unkel: „Unter silbernem Schildhaupt, darin ein grüner Schrägwellenbalken, gepalten von Rot und Gold. Vorn zwei schräggestellte goldene Schlüssel mit abgewendeten Bärten, bewinkelt von vier silbernen Sechsecken; hinten eine rote Weintraube mit zwei grünen Blättern.“
47. ↑  Bruchhausen: „Unter silbernem Schildhaupt, darin ein durchgehendes schwarzes Balkenkreuz, zweimal gespalten; vorn in Rot eine goldene Weintraube an grünem Stiel mit zwei grünen Blättern; in der Mitte auf Gold eine gekrönte Madonna mit gekröntem Kind, goldenem Brustkreuz und silbernem Mantel, besteut mit roten Herzen und schwarzen Kreuzen; hinten in Rot eine goldene Garbe.“
48. ↑  Erpel: „Unter rotem Schildhaupt, darin drei, 1:2 gestellte goldene Laubkronen, gespalten von Silber und Blau; vorn ein durchgehendes schwarzes Balkenkreuz; hinten zwei schräggestellte goldene Schlüssel.“
49. ↑  Rheinbreitbach: „Geteilt von Grün und Rot; oben ein silberner Schrägwellenbalken; unten ein stehender, goldbewehrter silberner Drache (Basilisk) mit ausgebreiteten Flügeln, darin vorn ein kleiner roter Schild mit drei, 2:1 gestellten silbernen Schildchen, hinten ebenfalls ein kleiner roter Schild mit zwei gekreutzten silbernen Berghämmerchen.“
50. ↑  Unkel: „Geteilt von Silber und Rot; oben ein durchgehendes schwarzes Balkenkreuz; unten zwei schräggekreuzte goldene Schlüssel mit abgewendeten Bärten und mit Vierpaßreiten, bewinkelt von vier silbernen Sechsecken.“
51. ↑  Verbandsgemeinde Waldbreitbach: „Innerhalb eines von Schwarz und Silber sechzehnfach gestückten Bordes gespalten von Silber und Schwarz; vorn ein durchgestichenes schwarzes Balkenkreuz; hinten drei schrägrechts hintereinander stehende silberne Rauten.“